# Autoceļš A5
Autoceļš A5 ist eine zu Lettlands Staatsstraßen gehörende „Staatliche Hauptstraße“ (lett.: Valsts galvenie Autoceļi). Sie führt von einem Autobahndreieck mit der A6 bei Salaspils über ein Autobahnkreuz mit der lettischen A10 und endet im Stadtgebiet von Babīte. Die A5 ist ein Teil der Europastraßen 22, 67 und 77. Die A5 stellt die südwestliche Umgehungsstraße Rigas dar.
Die Gesamtlänge beträgt 40,9 Kilometer. Der Abschnitt zwischen Salaspils und einem Autobahnkreuz mit der A9 bei Brīvkalni ist die Straße mit insgesamt zwei Fahrstreifen und einer Fahrbahn ausgebaut. Ab dem Autobahnkreuz bis zum Straßenende in Babīte ist die Straße als Autobahn mit zwei Fahrstreifen pro Fahrbahn ausgestattet. Eine Straßenbrücke über die Düna befindet sich am Wasserkraftwerk Riga. In diesem Bereich verläuft die Straße entlang des Stausees. Der Abschnitt zwischen dem Kreuzungspunkt mit der A8 und dem Kreuz mit der A9 wird zurzeit (Januar 2012) modernisiert. Ein Neubau der Straßenbrücke über der Düna ist jedoch im geplanten weiteren Verlauf der A4 geplant. Die Höchstgeschwindigkeit ist derzeit auf 90 km/h festgelegt. Die durchschnittliche Verkehrsstärke beträgt 8196 Fahrzeuge pro Tag im Jahr 2011.

## Wichtige Ortschaften entlang der Strecke
- Salaspils
- Ķekava
- Mārupe
- Riga

## Galerie

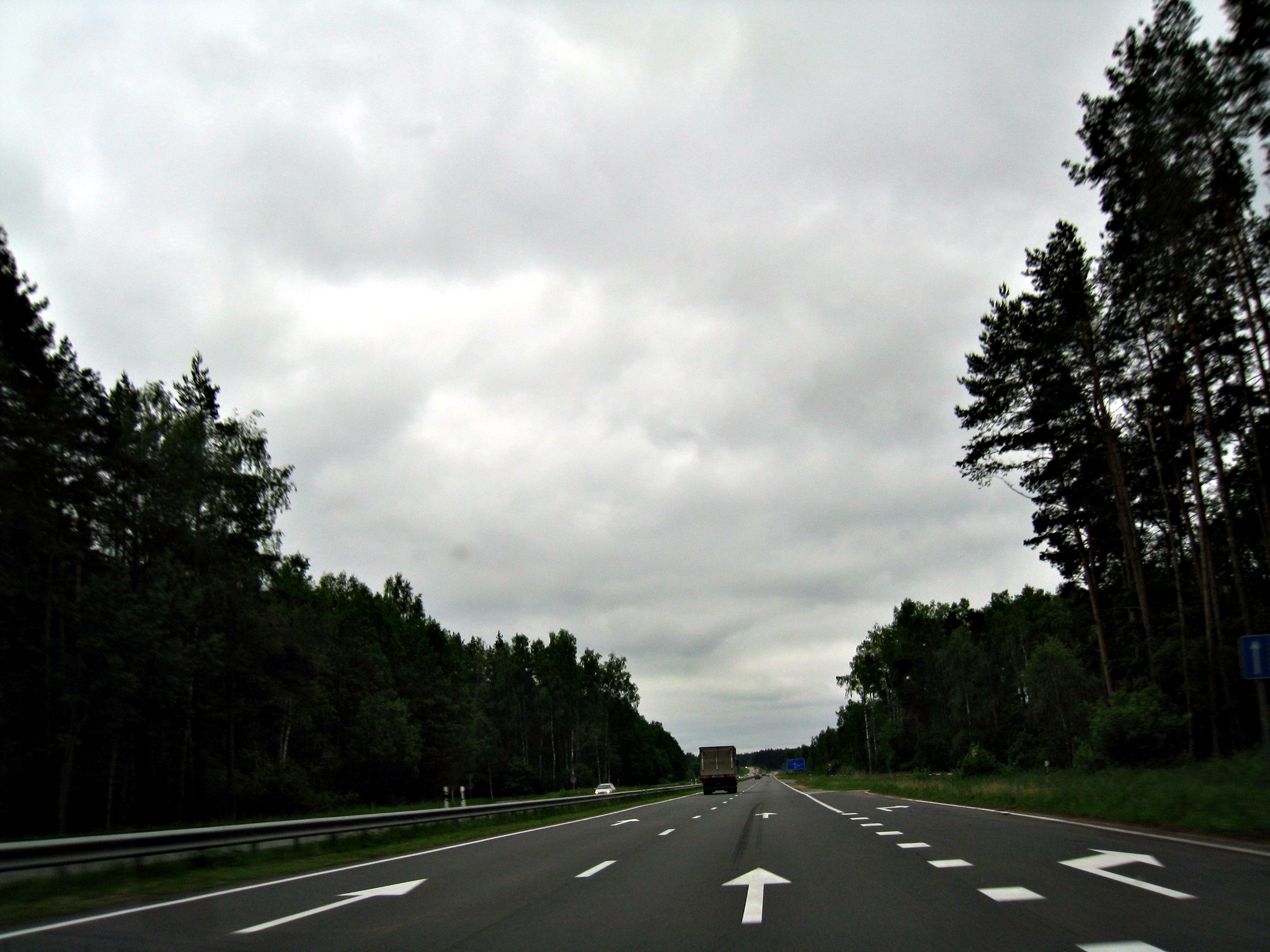
Die A5 bei Piņķi, 2010.